# Чопо чоор
Чопо чоор (кирг. чопо чоор — глиняная флейта) — сосудообразная флейта киргизских пастухов и табунщиков. Первоначально использовалась на юге Ошской области, затем распространилась по всей территории Кыргызстана. Другие названия: ылай чоор и ышкырык («свисток»).

## Внешний вид
Форма у чопо чоора произвольная: от продольных, напоминающих свирель, до круглых, стилизованных под форму юрты. В среднем, длина его приблизительно 18—20 см, а диаметр 6—7 см. В коллекции проф. С. Субаналиева находится чопо чоор, изготовленный в виде небольшого шара из белой глины. Высота этого старинного музыкального инструмента — чуть более 5 см. В инструменте одно дульцевое и два игровых отверстия. Последние расположены так, чтобы одновременно можно было дуть в чопо чоор и играть на нём указательными пальцами обеих рук. Сам инструмент поддерживается при помощи больших пальцев.

## Звукоряд
Народный чопо чоор несложен в исполнении. Звукоряд инструмента предельно мал — в объёме терции-квинты. Тембр завораживающий, мягкий, глубокий. Очевидно, поэтому чопо-чоор может служить как музыкальной игрушкой для детей, так и равноправным инструментом в фольклорном ансамбле.

## Усовершенствование
В настоящее время мастера усовершенствовали инструмент. Реконструировав его древний образец, они создали семейство новых чопо чооров. Основой послужил чопо чоор из Баткенского района Ошской области. В отличие от жалал-абадских чопо чооров, баткенский тип обладает «готовым» звуком.
Чопо чооры были модернизированы и изготовлены уже не из традиционной глины, а керамики. Чопо чооры из коллекции Н. Нышанова имеют продолговатую форму, на них одно дульцевое, но восемь игровых отверстий. Длина самого крупного из них — чопо чоора «ре» — 22 см, диаметр 8 см, у самого маленького по размерам чопо чоора piccolo «ля» — соответственно 5 и 2,5 см.
Звукоряд у них у всех — хроматический, транспонирующий, причем название основного тона инструмента указывает и на восходящий интервал транспонирования.
В семейство чопо чооров входят следующие инструменты:
- чопо чоор «ре» — диапазон от до-диез первой октавы до ре второй;
- чопо чоор «ми» — диапазон от ре-диез первой октавы до ми второй;
- чопо чоор «соль» — диапазон от фа-диез первой октавы до соль второй;
- чопо чоор «ля» — диапазон от соль-диез первой октавы до ля второй;
- чопо чоор «си» — диапазон от ля-диез первой октавы до си второй;
- чопо чоор piccolo «ля» — диапазон от соль-диез второй октавы до ля третьей.